# Maria Van Kerkhove
Maria DeJoseph Van Kerkhove (New Hartford, 20 febbraio 1977) è un medico e funzionaria statunitense, specializzata in malattie infettive e  facente parte del programma per le emergenze sanitarie dell'Organizzazione mondiale della sanità. Ricopre il ruolo di responsabile tecnico per la risposta alla pandemia di COVID-19 e ed è a capo dell'Unità malattie zoonosi dell'OMS.